# São Joaquim de Bicas (kommun)
São Joaquim de Bicas är en kommun i Brasilien.   Den ligger i delstaten Minas Gerais, i den sydöstra delen av landet, 600 km sydost om huvudstaden Brasília. Antalet invånare är 25 619.
Följande samhällen finns i São Joaquim de Bicas:
- São Joaquim de Bicas

Omgivningarna runt São Joaquim de Bicas är huvudsakligen savann. Runt São Joaquim de Bicas är det ganska tätbefolkat, med 70 invånare per kvadratkilometer.